# ES-137
A ES-137 é uma rodovia longitudinal localizada no estado do Espírito Santo. A rodovia possui 180 km e liga os municípios de Mucurici, Ponto Belo, Nova Venécia, São Gabriel da Palha e São Domingos do Norte.